# Jacob Druckman
Jacob Raphael Druckman (26 de Junho de 1928 – 24 de Maio de 1996) foi um compositor norte-americano nascido em Filadélfia. Formado na Juilliard School, Druckman estudou com Vincent Persichetti, Peter Mennin e Bernard Wagenaar. Em 1949 e 1950, estudou com Aaron Copland em Tanglewood, e mais tarde continuou os seus estudos na École Normale de Musique em Paris (1954–55). 
Grande parte das suas composições foram na área da música electrónica, sendo outras trabalhos para orquestra ou pequenos grupos. Em 1972, ganhou o Prémio Pulitzer de Música pela sua grande composição para orqustra, Windows. Druckman era o compositor residente da Orquestra Filarmônica de Nova Iorque entre 1982 e 1985. O compositor leccionou escola na Juilliard, no Festival de Música de Aspen, Tanglewood, Brooklyn College, Bard College e na Universidade Yale, entre outros locais. É Compositor Laureado do estado do Connecticut.
Druckman morreu de cancro do pulmão com 67 anos de idade. É o pai do percussionista Daniel Druckman.

## Principais obras
- String Quartet N.º 1 (1948)
- The Seven Deadly Sins (1955), para piano
- Dark Upon the Harp (1961–1962), para mezzo-soprano, metais e percussão. Setting of texts from the Biblical Psalms.
- String Quartet No. 2 (1966)
- Animus I (1966–1967), para trombone cassete electrónica
- Animus II (1967–1968), para mezzo-soprano, percussão e cassete electrónica
- Animus III (1968), para clarinete e cassete electrónica
- Incenters (1968), para 13 instrumentos
- Valentine (1969), para contrabaixo solo
- Synapse (1971), para cassete
- Windows (1972), for orchestra
- Lamia (1975), para mezzo-soprano e orquestra. "Os textos," segundo o autor, "vão desde as mais terríveis e condenadas bruxas antigas até às mais inocentes, folclóricas e sonhadoras donzelas provincianas."[3]
- Aureole (1979), para orquestra
- Prism (1980), para orquestra
- String Quartet N.º 3 (1981)
- Vox Humana (1983), para coro e orquestra
- Reflections on the Nature of Water (1986), para marimba solo
- Brangle (1988–1989), para orquestra
- Antiphonies, para dois coros; conjunto de poemas de Gerard Manley Hopkins.
- Summer Lightning (1991), para orquestra
- Seraphic Games (1992), para orquestra
- Counterpoise (1994), para soprano e orquestra